# Sciades maritima
Sciades maritima là một loài bọ cánh cứng trong họ Cerambycidae.